# System dydaktyczny
System dydaktyczny – całokształt zasad organizacyjnych oraz treść, metody i środki nauczania – uczenia się, tworzące spójną wewnętrznie strukturę i podporządkowanie realizacji społecznie akceptowanych celów kształcenia.
Do systemów dydaktycznych opartych na nauczaniu klasowo-lekcyjnym zalicza się:
1. system tradycyjny (J.F. Herbart),
2. system nowego wychowania (J. Dewey),
3. system współczesny (C. Freinet).

## Szkoła tradycyjna, tzw. szkoła herbartowska
Charakteryzowała się tym, że jej najwyższym celem było kształtowanie moralnie silnych charakterów.
- Występował tam podział treści nauczania na przedmioty.
- Uczniowie byli pasywni, bierni i nie mogli decydować o doborze treści nauczania.
- Dominowało nauczanie pamięciowe, uczniowie byli zachęcani do nauki tylko przez motywy zewnętrzne, głównie były to oceny i częsta kontrola wyników nauczania.
- Współzawodnictwo.
- Szkoła była jedynym miejscem uczenia się, jedynie prace domowe były wykonywane w domu.
- Słaby nacisk na samorzutną twórczość uczniów. (Czesław Kupisiewicz Podstawy Dydaktyki Ogólnej)

## System „nowego wychowania” stworzony przez Deweya, czyli tzw. szkoła progresywistyczna
- Podział treści nauczania na interdyscyplinarne bloki.
- Uczniowie samodzielnie zdobywali wiedzę, byli aktywni, a nauczyciele pełnili rolę obserwatorów.
- Uczniowie mieli pewien wpływ na dobór treści nauczania.
- Dominowało nauczanie oparte na rozwiązywaniu problemów.
- Motywy wewnętrzne, a więc zainteresowania i potrzeby, miały pobudzać uczniów do nauki.
- Niezbyt częsta kontrola wyników nauczania. Duży nacisk na samokontrolę!
- Szkoła była głównym, ale nie jednym miejscem, w którym uczeń zdobywał wiedzę i uczył się.
- Silny nacisk na samorzutną twórczość uczniów. (Czesław Kupisiewicz Podstawy Dydaktyki Ogólnej)

## System współczesny
Dydaktyka współczesna na pewno różni się od systemu tradycyjnego bądź od systemu nowego wychowania, jednak nie odrzuca wszystkich założeń i postulatów, głoszonych przez ich twórców, np. postulatu zaznajamiania uczniów z podstawami usystematyzowanej wiedzy czy progresywistycznego zalecenia, aby aktywować dzieci i młodzież w procesie nauczania. Dydaktyka współczesna nie zaleca, aby w procesie nauczania-uczenia się wiązano w sposób rygorystyczny poszczególne sposoby poznania z określonymi fazami psychofizycznego rozwoju uczniów. System współczesny twierdzi, że nie jest słuszny postulat kształcenia dzieci najpierw na treściach konkretnych, a dopiero później na materiale abstrakcyjnym, ponieważ każdemu poziomowi myślenia konkretnego, sensoryczno-ruchowego, odpowiada dynamicznie i rozwojowo określony poziom myślenia abstrakcyjnego. Konieczne jest rozwijanie myślenia abstrakcyjnego już od pierwszych dni pobytu dziecka w szkole.
We współczesnym systemie dydaktycznym istotę procesu nauczania-uczenia się pojmuje się zupełnie inaczej, niż robili to herbartyści bądź progresywiści. Zakłada się dziś, że uczniowie powinni przyswajać sobie podstawy usystematyzowanej wiedzy, jak również zdobywać określone umiejętności zarówno w drodze samodzielnych poczynań poznawczych, w tym empirycznych, organizowanych jednak przez nauczyciela, jak i poprzez działalność o charakterze recepcyjnym. Przyjęło się w systemie współczesnym koncepcję ogniw nauczania-uczenia się. Koncepcja ta uwzględnia nie tylko różnorakość i wielość zadań dydaktycznych realizowanych w szkołach różnych typów i szczebli, lecz również czynności wykonywane podczas nauki szkolnej przez nauczyciela, jak i przez uczniów, co odpowiada interakcyjnemu charakterowi tych czynności.
Dydaktyka współczesna podkreśla celowość całościowego nauczania w klasach początkowych, a przedmiotowego – powyżej tego szczebla.
System współczesny podkreśla potrzebę stosowania różnych form organizacyjnych nauczania, a więc nauczania indywidualnego, grupowego i masowego.
Dydaktyka współczesna zakłada, że o wynikach kształcenia nie przesądzają ani czynniki dziedziczne, ani środowiskowe. Obecnie nie akceptuje się już poglądu progresywistów, którzy chcieli widzieć w nauczycielu jedynie obserwatora i doradcę uczniów, tak jak nie uznaje za słuszne – tym razem wbrew herbartystom – aby nauczyciel spełniał w procesie kształcenia rolę heteronomiczną. (Czesław Kupisiewicz Podstawy Dydaktyki Ogólnej)
Cel: to ostateczny wzór zachowań, postaw, umiejętności i wiadomości, jaki uczeń powinien prezentować po zakończeniu działań dydaktyczno-wychowawczych.
Motywacja to układ motywów ludzkiego postępowania – przedmiot badań wielu nauk (psychologii, socjologii, nauki o moralności i ogólnie biorąc nauk zajmujących się interpretacją ludzkich zachowań). Odróżnia się trwałą strukturą motywacyjną, która nadaje ogólny kierunek ludzkiemu postępowaniu, od aktualnej motywacji, wywołującej określone zachowanie w danym kontekście sytuacyjnym. Motywacja rozumiana jest jako wewnętrzny mechanizm, który uruchamia i organizuje ludzkie zachowanie oraz kieruje na osiągnięcie celu. Rodzaje motywacji są klasyfikowane według potrzeb i pragnień ludzkich.

## Podział celów
Całkiem jeszcze niedawno uznawany był podział na:
- cele wychowawcze,
- cele dydaktyczne,
- cele kształcące.

Potem zrezygnowano z kształcącego i pozostały:
- cele wychowawcze,
- cele dydaktyczne.

W dobie reformy i przemian zobaczymy jak będą się kształtować poszczególne cele. Dziś coraz większy nacisk próbuje się kłaść na cele wychowawcze kształtujące postawy i zachowania, w skrócie odpowiadające za kulturę osobistą:
- cele wychowawcze,
- cele dydaktyczne,
- cele szczegółowe/operacyjne.

## Budzenie motywacji
Motywacja do nauki wiąże się z przekazaniem uczniom informacji o celach lekcji i uświadomieniem sobie przez uczniów jej spodziewanych rezultatów.
Można zaznajomić uczniów z celami:
- podczas wprowadzenia w nowy temat,
- w czasie prowadzenia zajęć,
- uzyskać wyniknięcie celów podczas rozmowy z uczniami.

## Inne czynniki motywujące
Innymi czynnikami motywującymi są:
- umożliwienie przeżywania sukcesów,
- pozytywne opiniowanie postępów i działań ucznia,
- wzbudzenie zainteresowania tematem, osobą nauczyciela oraz przedmiotem.

Pierwsze rozważania nad sposobami nauczania pojawiły się w starożytności. Już Platon występował przeciw metodom pasywnym, za pomocą których uczeń otrzymuje gotową wiedzę. Z kolei Sokrates stosował metodę heurystyczną, za pomocą pytań pobudzał uczniów do wykrywania wiedzy. Początki dydaktyki naukowej zawdzięczamy empirystom i racjonalistom: F. Baconowi, Kartezjuszowi, J.A. Komeńskiemu oraz J. Lockowi.
Pierwszy naukowy system nauczania stworzył J.F. Herbart.
Podstawą teoretyczną systemu Herbarta jest psychologia asocjacyjna. W jej świetle dokonał Herbart analizy procesu uczenia się i opracował teorię dydaktyczną. Na tle teorii uczenia się Herbart zbudował teorię nauczania i wychowania, po czym uznał nauczanie jako podstawowy środek wychowania. To Herbart po raz pierwszy wprowadził pojęcie nauczania wychowującego.
Herbatyzm opanował całkowicie II połowę XIX wieku i przetrwał on w niewiele zmienionej formie do czasów współczesnych, mimo pojawienia się nowych prądów i kierunków w pedagogice i psychologii. Jednym z tych nowych kierunków była szkoła aktywna zwana nowym wychowaniem. Za twórców szkoły aktywnej uznaje się J. Deweya (1859–1952), W.A. Lay (1862–1926), E. Claperede (1873–1940), C. Kerschensteiner (1854–1932). Nowe wychowanie wysuwało potrzebę uwzględnienia w procesie uczenia się aktywności dziecka i jego zainteresowań. Według Deweya uczenie się powinno przebiegać w procesach myślenia i działania. Idea szkoły aktywnej znalazła zwolenników w wielu krajach, np. USA. Również w Polsce w okresie międzywojennym szkoła aktywna wywierała pewien wpływ na system nauczania.
Wincenty Okoń nie tylko opracował pierwszą dydaktykę w okresie powojennym w Polsce, lecz także zapoczątkował nowy kierunek w teorii nauczania. Według Okonia podstawą teoretyczną systemu dydaktycznego jest materializm funkcjonalny. Wyżej wymieniony autor określa system dydaktyczny jako: „zespół zgodnych wewnętrznie, opartych na jednolitym układzie celów i zasad dydaktycznych, sposobów działania nauczycieli i uczniów”.
System dydaktyczny jest złożoną, kompleksową i dynamiczną całością, obejmującą w powiązaniu funkcjonalnym, strukturalnym i hierarchicznym:
- osoby (nauczycieli i uczniów),
- procesy (nauczania i uczenia się),
- współczynniki (cele, treści, środki dydaktyczne, bazę materialną).

Elementem dynamicznym w systemie są zachodzące w nim procesy. Okoń nazwał to procesami nauczania i uczenia się w procesie dydaktycznym, podkreślając przez to ich jedność i wzajemną zależność.